# 陸奥将軍府
陸奥将軍府（むつしょうぐんふ）とは、1333年（元弘3年）に後醍醐天皇が京都で開始した建武の新政における地方統治機関である。廷臣の北畠親房・北畠顕家親子が、義良親王（後の後村上天皇）を奉じて陸奥国の国府・多賀城に下り、東北地方（陸奥・出羽の2国）および北関東（下野・上野・常陸の3国）を管轄。建武政権の統治機構を指す。
鎌倉時代後期、奥州では蝦夷の蜂起や安藤氏の乱（蝦夷大乱）が起こるなど内乱が続き、鎌倉幕府も平定のために兵を派遣し、幕府の権威が動揺する原因にもなっていた。
1333年、後醍醐天皇の倒幕運動に応じた足利尊氏・新田義貞らの活躍で鎌倉幕府は滅亡し、京都で建武の新政が開始される。足利尊氏は6月に鎮守府将軍に任命、奥州の北条氏旧領の地頭職などが与えられ、奥州における足利氏の勢力が強化された。
同年10月、北畠親房と陸奥守に任命された北畠顕家が後醍醐天皇の皇子である義良親王を推戴して陸奥国国府の多賀城へ出立した。
陸奥将軍府設置の背景として、足利尊氏と対立し征夷大将軍に任命された護良親王は北畠親房らと尊氏牽制のための小幕府構想を運動したとする佐藤進一の説と後醍醐天皇が奥羽統治の積極的な展開を目指して設置したとする伊藤喜良の説がある。いずれにしても、旧北条氏・足利氏の有力一門の斯波氏の支配地も多かった陸奥国において、奥羽の秩序を安定化させるとともに朝廷の支配下に武士を取り込むことが不可欠であった。また、近年の説としては、鎌倉幕府の機能そのものを陸奥将軍府に移して鎌倉（関東）から政治的機能を除去する目的があったものの、足利氏などの関東の御家人や旧幕府吏僚の反発でやむなく鎌倉将軍府を設置した（ただし、恩賞宛行や引付機能は陸奥将軍府にしか認めず、鎌倉将軍府の権限は僅かであった）とする坂田雄一の説もある。
北畠顕家に与えられた権限は非常に強く、後醍醐天皇に一元化されていた恩賞充行の権限も陸奥国については顕家に一任され、天皇が宛行する例外は他ならぬ顕家自身と顕家と同じく建武政権の重鎮であった白河結城氏の結城宗広のみとされた。また、顕家は陸奥守として国宣を発給し、政所・侍所・引付衆をはじめ公卿や在地の武将からなる式評定衆を置いて、鎌倉幕府の職制を模した小幕府としての支配基盤を築いた。
奥州の有力地頭である南部政長や、結城宗広・伊達行朝らの勢力を糾合し、1335年に顕家が鎮守府将軍を兼ねると軍事権も強化され、足利氏の代官たる斯波氏と競合していった。
1333年12月、足利直義が相模守に任命され、成良親王を奉じて鎌倉へ赴き、鎌倉将軍府が成立する。鎌倉将軍府は建武政権の一機関としての性格を持ちながらも、新政から距離を置いていた尊氏にとって、関東における足利氏の勢力基盤を敷く大義名分となり、さらに1334年11月には、尊氏の政敵であった護良親王が失脚して鎌倉に幽閉され、尊氏の地位が優位となる。
1335年7月、信濃国で北条氏の残党が蜂起して、鎌倉を奪還する中先代の乱が起こると、尊氏は救援に向かった後に鎌倉に留まり、帰京を拒否する。足利勢が追討に派遣された新田義貞らを撃破して京都へ進軍すると、顕家は義良親王とともに陸奥を出立し、その途上で斯波家長を破り、義貞と連携して足利勢を駆逐し、陸奥へ帰還する。
1337年（延元2年）、足利方の攻勢により国府を霊山（福島県相馬市および伊達市）に移転。足利方との一進一退が続く。
尊氏は九州落ちした後に東上し、持明院統の光厳上皇を治天に擁立すると、後醍醐天皇は吉野に逃れ、これに対抗した（南朝・吉野朝廷）。顕家は南朝の武将として各地を転戦し、1338年5月に戦死する。このため、同年閏7月に弟の北畠顕信が陸奥介兼鎮守府将軍に任じられて父の親房・結城宗広とともに伊勢国大湊から海路陸奥を目指すが、途中で暴風雨に遭遇して伊勢国に引き返すことになる（父の親房は常陸国にたどり着く）。顕信は再度陸奥行きを志し、1340年6月に陸奥に入国することに成功する。1343年、父の親房が関城・大宝城の戦いに敗れて吉野に逃れた後も、顕信は陸奥に留まり、北朝が1345年に設置した奥州管領と争う。だが、1347年には霊山などを北朝方に奪われて苦境に陥る。その後、観応の擾乱に乗じて再起を図るが、1353年5月に最後の拠点であった宇津峰城が陥落すると事実上崩壊した。
親王太守と北畠顕家の威望によって奥羽将軍府は奥羽における南朝方の柱として機能したが、1338年（延元3年）の顕家の戦死後は振わなくなり、幕府方の奥州管領・奥州探題として送り込まれた吉良氏・石堂氏・畠山氏・石橋氏・斯波氏らによって指揮された足利方の勢力によって圧倒され、霊山も追われることとなり、奥羽将軍府はその実を失ってしまった。